# Wall of Sound

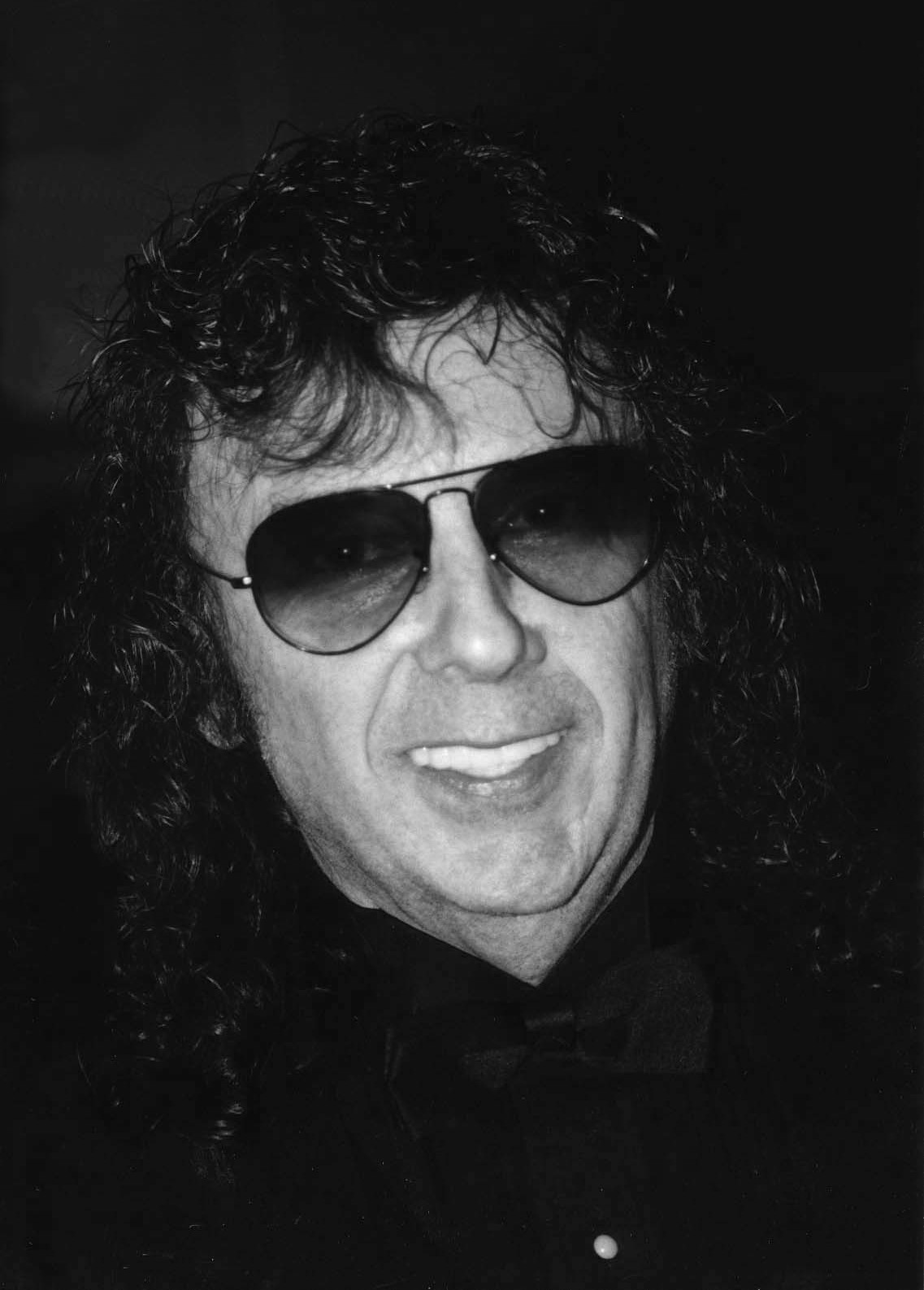
Phil Spector.

Wall of Sound (engelska 'ljudvägg'), även kallad Spector-soundet, är en musikproduktionsformel. Den utvecklades av den amerikanske musikproducenten Phil Spector på Gold Star Studios på 1960-talet, med stöd från ingenjörerna Stan Ross, Larry Levine, och studiomusikerna som var kända som "the Wrecking Crew".
Avsikten var att skapa en tät estetik som lät bra på AM-radio och jukeboxar som var populära på den tiden. Som Spector förklarade 1964, "jag var ute efter ett sound, ett sound som var så starkt att om materialet inte var det bästa, skulle ljudet ändå bära inspelningen. Det var ett fall av att utöka, utöka. Allt passade ihop som ett pussel."

## Teknik
För att uppnå Wall of Sound krävde Spectors arrangemang stora ensembler (inklusive några instrument som inte brukade användas för att spela i grupp, såsom elektrisk och akustiska gitarrer), med flera instrument i dubbla lager och till och med tredubbla lager för att skapa ett fylligare och rikare ljud. Spector, som också tog med en rad orkestrala instrument – stråkar, träblåsinstrument, brass och slagverk – som inte tidigare förknippats med popmusik riktad till ungdomar, kännetecknar hans metod som "ett Wagnerskt förhållningssätt till rock'n'roll: lite symfonier för barnen". Larry Levine erinrade sig: "Senare fick jag reda på att det fanns andra ljudtekniker som försökte kopiera Wall of Sound genom att vrida upp alla reglage för att få full mättnad, men allt som hände var att de fick distorsion."
Komplexiteten i Wall of Sound-tekniken var utan motstycke när det gällde ljudproduktion för populärmusik. Wrecking Crew-gitarristen Barney Kessel anmärkte senare: "Musikaliskt var det fruktansvärt enkelt, men det sätt han spelade in och mickade det, smetades ljudet ut så att man inte kunde särskilja något instrument. Tekniker som distorsion och eko var inte nya, men Phil kom och använde dem för att göra ljud som inte hade gjorts tidigare. Jag tyckte att det var genialt." Enligt Beach Boys ledare Brian Wilson, som använde formeln i stor utsträckning: "Under 1940- och -50-talet var arrangemangen "OK här, lyssna till valthornet" eller "lyssna på det här stråkavsnittet nu." Det var ett bestämt ljud. Det var inte kombinationer av ljud, och med Phil Spector hittade vi ljudkombinationer, som—vetenskapligt sett—är en lysande del av en ljudproduktion."

## Ursprung
I mitten av 1950-talet arbetade Spector med låtskrivarna Jerry Leiber och Mike Stoller från Brill Building under en tid när de sökte ett fylligare ljud genom att använda överdriven instrumentering med upp till fem elektriska gitarrer och fyra trumslagare. Detta kom senare att utvecklas till Spectors Wall of Sound, som Leiber och Stoller anser vara mycket annorlunda från det de gjorde: "Phil var den första att använda flera trumset, tre pianon och så vidare. Vi gick mycket mer in för att få tydlighet i form av instrumentala färger, och han blandade medvetet allt i en typ av täckande lager. Han hade definitivt en annan synvinkel." Spectors första produktion var singel "Don't You Worry My Little Pet", som han skrev själv 1957, framförd tillsammans med hans grupp the Teddy Bears. Inspelningen gjordes genom att ta en demoversion av låten och spela upp den igen över studions högtalarsystem för att lägga på en annan inspelning över det. Slutprodukten var en kakofoni, med staplade körstämmor som inte kunde höras tydligt. Han skulle tillbringa de närmaste åren att ytterligare utveckla denna oortodoxa metoden att spela in.
På 1960-talet arbetade Spector på Gold Star Studios i Los Angeles på grund av dess exceptionella ekokammare. Han arbetade också oftast med sådana ljudtekniker som Larry Levine och studiomusiker som senare blev kända som The Wrecking Crew. Resultatet av hans ansträngningar skulle officiellt benämnas "Phil Spectors Wall of Sound" av Andrew Loog Oldham, som myntade begreppet i en reklam för Righteous Brothers singeln "You 've Lost that Lovin' Feeling" (1964).
Wall of Sound utgör grunden för de flesta av Phil Spectors inspelningar. Men vissa inspelningar anses vara särskilt utmärkta exempel på dess användning. The Ronettes version av "Sleigh Ride" använde effekten kraftigt. Ett annat framträdande exempel på Wall of Sound var "Da Doo Ron Ron" av The Crystals. Spector har själv anmärkt att hans produktion av Ike och Tina Turner's "River Deep, Mountain High" var den bästa av hans Wall of Sound-produktioner, och detta anser även George Harrison, som kallade det "en perfekt skiva, från början till slut". Spector producerade senare hans album All Things Must Pass (1970).
Det kanske mest ökända exemplet på användningen av Phil Spector av hans produktionsteknik var på Let It be-albumet. Spector togs in för att rädda Let It Be, ett album som lämnats ofullständigt av The Beatles, trots att flera bootleg-versioner hade spridits från när skivan fortfarande kallades Get Back. "The Long and Winding Road", "I Me Mine",och "Across the Universe" pekas ofta ut av Paul McCartney, och andra, som de spår som genomgick den största mängden efterarbete. Den modifierade behandlingen (ofta felaktigt utpekade som en Wall of Sound, trots att varken Spector eller Beatles kallat det så) och andra pålägg visade sig vara kontroversiella bland fans och The Beatles själva. Så småningom, år 2003, släpptes en auktoriserad version av Let It Be... Naked utan Spectors tillägg.